# Paulo Vitor Monteiro
Paulo Vítor Monteiro (Junqueirópolis, 26 agosto 2004) è un calciatore brasiliano, centrocampista del Criciúma in prestito dall'Atlético Mineiro.

## Caratteristiche tecniche
Centrocampista difensivo, può giocare anche al centro della difesa.

## Carriera
Paulo Vítor ha iniziato la sua carriera con il Comercial Tietê per poi passare al Boston City Brasil nel 2022. Il 17 settembre 2022 ha debuttato in prima squadra nell'incontro del Campeonato Mineiro Segunda Divisão vinto 3-1 contro la Juventus Minasnovense.
Il 6 febbraio 2023 è stato ceduto in prestito biennale all'Atlético Mineiro, che lo ha assegnato alla propria squadra Under-20. Il 10 maggio seguente ha debuttato in prima squadra nell'incontro di Série A vinto 4-0 contro il Cuiabá. Il 17 novembre è stato acquistato a titolo definitivo dal club bianconero, con cui ha firmato un contratto valido fino al 2027.

## Statistiche

### Presenze e reti nei club
Statistiche aggiornate al 21 luglio 2024.
| Stagione        | Squadra            | Campionato      | Campionato | Campionato | Coppe nazionali | Coppe nazionali | Coppe nazionali | Coppe continentali | Coppe continentali | Coppe continentali | Altre coppe | Altre coppe | Altre coppe | Totale | Totale | Totale |
| Stagione        | Squadra            | Comp            | Pres       | Reti       | Comp            | Pres            | Reti            | Comp               | Pres               | Reti               | Comp        | Pres        | Reti        | Pres   | Reti   |        |
| --------------- | ------------------ | --------------- | ---------- | ---------- | --------------- | --------------- | --------------- | ------------------ | ------------------ | ------------------ | ----------- | ----------- | ----------- | ------ | ------ | ------ |
| 2022            | Boston City Brasil | SD/MG           | 1          | 0          |                 | -               | -               |                    | -                  | -                  |             | -           | -           | 1      | 0      |        |
| 2023            | Atlético Mineiro   | M1/MG+A         | 0+1        | 0          | CB              | 0               | 0               | CL                 | 0                  | 0                  |             | -           | -           | 1      | 0      |        |
| 2024            | Atlético Mineiro   | M1/MG+A         | 1+5        | 0          | CB              | 0               | 0               | CL                 | 0                  | 0                  |             | -           | -           | 6      | 0      |        |
| Totale carriera | Totale carriera    | Totale carriera | 8          | 0          |                 | 0               | 0               |                    | 0                  | 0                  |             | -           | -           | 8      | 0      |        |

## Palmarès

### Club

#### Competizioni statali
- Campionato mineiro: 1

Atlético Mineiro: 2024